# Hölgyfutár (folyóirat, 1934–1938)
Hölgyfutár társasági képes folyóirat Kolozsvárt 1934. április és 1938. február között. Szász Endréné Szappanyos Gabriella azzal a célzattal alapította, hogy főként a középosztályt közvetlenül érdeklő kérdések felvetésével öntudatra ébressze és érdekvédelmi egységbe tömörítse a romániai magyar nőket. Mivel a lap kezdettől fogva anyagi nehézségekkel küzdött, rendszeres havi megjelenésének biztosítása végett az 1937-es évfolyamtól irányítását Szász Ferenc vette át, Sz. Szappanyos Gabriella megmaradt felelős szerkesztőnek, Vékás Lajos pedig a társszerkesztő feladatát látta el. A Hölgyfutárt azonban sem ez, sem az 1938-as évfolyam kezdetén bejelentett átszervezése nem volt képes megmenteni, s így az a Sz. Szappanyos Gabriella és Desbordes Viktor szerkesztette 1938/2-es számmal megszűnt.
Főmunkatársai Dóczyné Berde Amál és Kovács Dezsőné Pap Mária voltak. A lap a romániai magyar irodalom szinte minden rangos képviselőjét megszólaltatta hasábjain, s a modern román és egyetemes magyar irodalomból is igyekezett ízelítőt adni, főként azonban a nők irodalmi-művészeti tevékenységére vonatkozóan őrzött meg dokumentumértékű adalékokat és képanyagot.